# Maciej Tomaszek
Maciej Tomaszek – instruktor alpinizmu, speleologii i nurkowania. Kierownik i uczestnik wypraw eksploracyjnych do jaskiń świata. Kierownik pierwszych wypraw eksploracyjnych w masyw Kanin, w wyniku których w 2005 zespół Sekcji Taternictwa Jaskiniowego KW Kraków otrzymał Kolosa w kategorii eksploracja jaskiń. W 2004 jako ratownik medyczny uczestniczył w wyprawie 4x4 do Dakaru. Jako specjalista od nurkowania i jaskiń brał udział w produkcji filmów fabularnych i dokumentalnych. Prezes Krakowskiego Klubu Płetwonurków Nototenia. W trakcie rejsu s/y Stary na Grenlandię w 2006 odpowiedzialny za wspinanie i nurkowanie.

## Alpinizm
Instruktor wspinaczki skalnej (instruktor wspinaczki sportowej – uprawnienia państwowe). Były członek zarządu KW Kraków.
Pomysłodawca, uczestnik i kierownik wielu wypraw wspinaczkowych, w tym członek wyprawy s/y Stary Northwest Passage Jubilee Voyage 2006; w trakcie wyprawy aktywna działalność wspinaczkowa m.in. na Grenlandii (wyprawa nagrodzona wieloma wyróżnieniami Travelery 2006, Kolosy, Srebrny Sekstant i inne).

## Speleologia
Założyciel i członek Podkomisji Nurkowania Jaskiniowego przy PZA (obecnie Grupa Nurków Jaskiniowych Komisji Taternictwa Jaskiniowego PZA). Były prezes Sekcji Taternictwa Jaskiniowego KW Kraków oraz były członek zarządu Sekcji Taternictwa Jaskiniowego KW Kraków. Instruktor alpinizmu jaskiniowego.
Pomysłodawca, uczestnik i kierownik wielu wypraw jaskiniowych, w tym:
- 1996 – uczestnik wyprawy do wnętrza Tennengebirge, gdzie prowadzono eksplorację w czterech jaskiniach: Słonecznej Studni, Über Vengerau Höhle, Ariadnie, Marii Śnieżnej.
- 1997 – kierownik wyprawy eksploracyjnej w masyw Steinernes Meer.
- 1999 – kierownik pierwszych ekspedycji wypraw eksploracyjnych w masyw Kanin[3][4], w wyniku których w 2005 roku zespół Sekcji Taternictwa Jaskiniowego KW Kraków otrzymał Kolosa w kategorii eksploracja jaskiń.

## Nurkowanie
Założyciel i członek podkomisji nurkowania jaskiniowego przy PZA. Prezes Zarządu Stowarzyszenia Krakowskiego Klubu Płetwonurków „Nototenia” (od 2003). Instruktor płetwonurkowania CMAS KDP PTTK, CMAS KP LOK, NAUI. Instruktor DAN (Divers Alert Network).
Pomysłodawca, uczestnik i kierownik wielu wypraw nurkowych w różne zakątki świata, m.in.:
- 1999 – Jaskinia Wielka Śnieżna – zanurzył się na głębokość 7 m, to jest o 1 m głębiej niż poprzedni wynik[5].
- 2006 – Grenlandia.
- 2008 – Bornholm.
- 2009 – Socorro, Panama, Isla del Coco (Korsyka), Malpelo, San Blas.
- 2010 – Bali, Komodo, Flores.
- 2013 – Mauritius

## Filmografia
- 2004: Pręgi – obsada aktorska (kuzyn Tani; także niewymieniony w napisach dubler Michała Żebrowskiego w scenach speleologicznych)[6].
- 2005: Kochankowie z Marony – efekty specjalne, dubler (zdjęcia wodne)[6].
- 2007: Istnienie – zdjęcia podwodne[6].
- 2007: Łódka – dubler, zabezpieczenie planu[6].
- 2010: Deklaracja niepodległości – zdjęcia podwodne, zabezpieczenie alpinistyczne[6].